# Фехерђармат
Фехерђармат (мађ. Fehérgyarmat) град је у североисточној Мађарској. Фехерђармат је значајан град у оквиру жупаније Саболч-Сатмар-Берег.
Град је имао 8.712 становника према подацима из 2005. године.

## Географија
Град Фехерђармат се налази у крајње североисточном делу Мађарске. Од престонице Будимпеште град је удаљен 305 километара источно. Од обласног средишта, града Њиређхазе, Фехерђармат је удаљен 70 километара источно.
Фехерђармат се налази у крајње североисточном делу Панонске низије, поред реке Самош, која пар километара низводно утиче у Тису. Надморска висина града је око 110 m. Око града пружа се равничарско тле.